# Kassubien

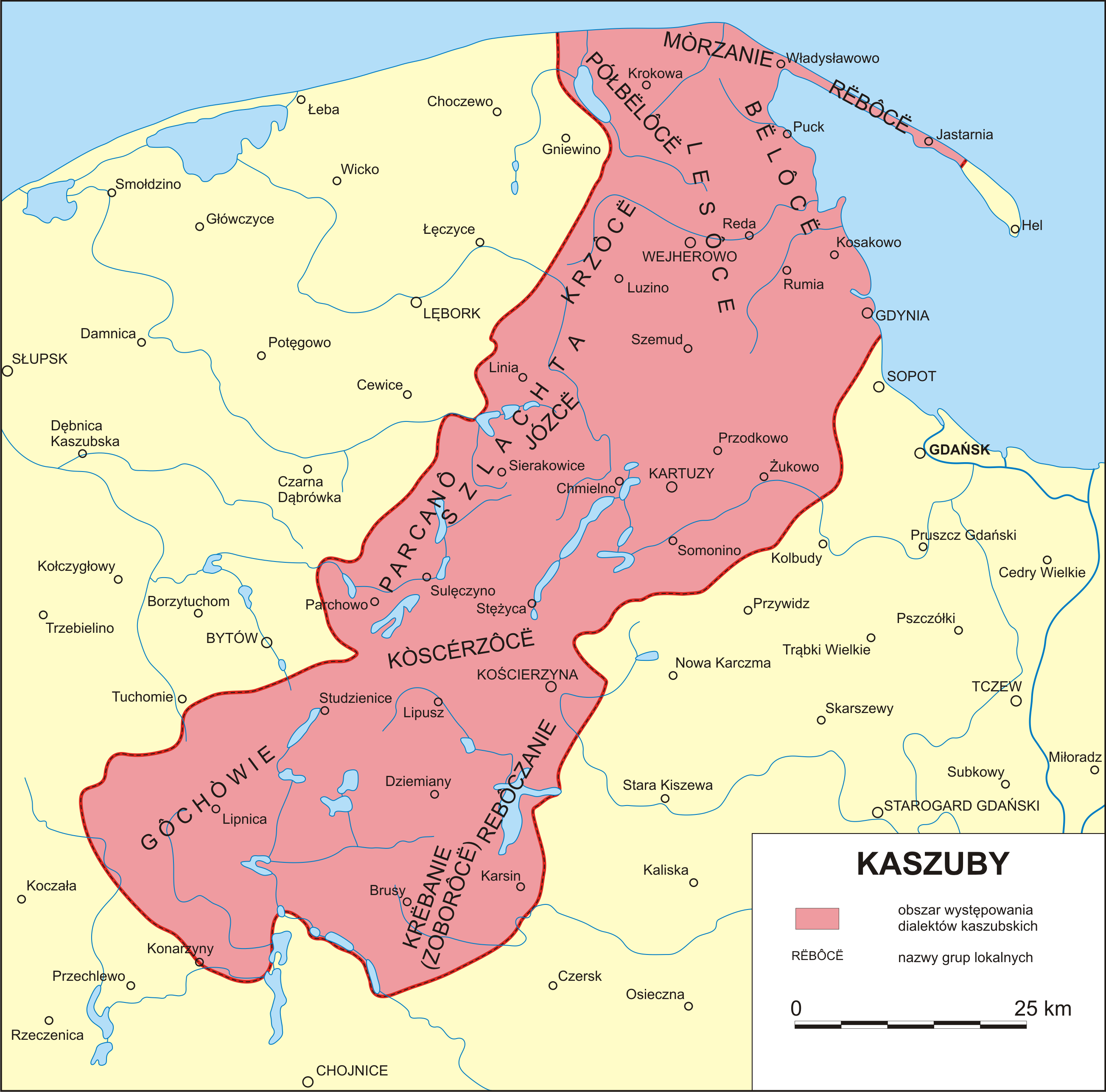
Kasjubien (Bernard Sychta)

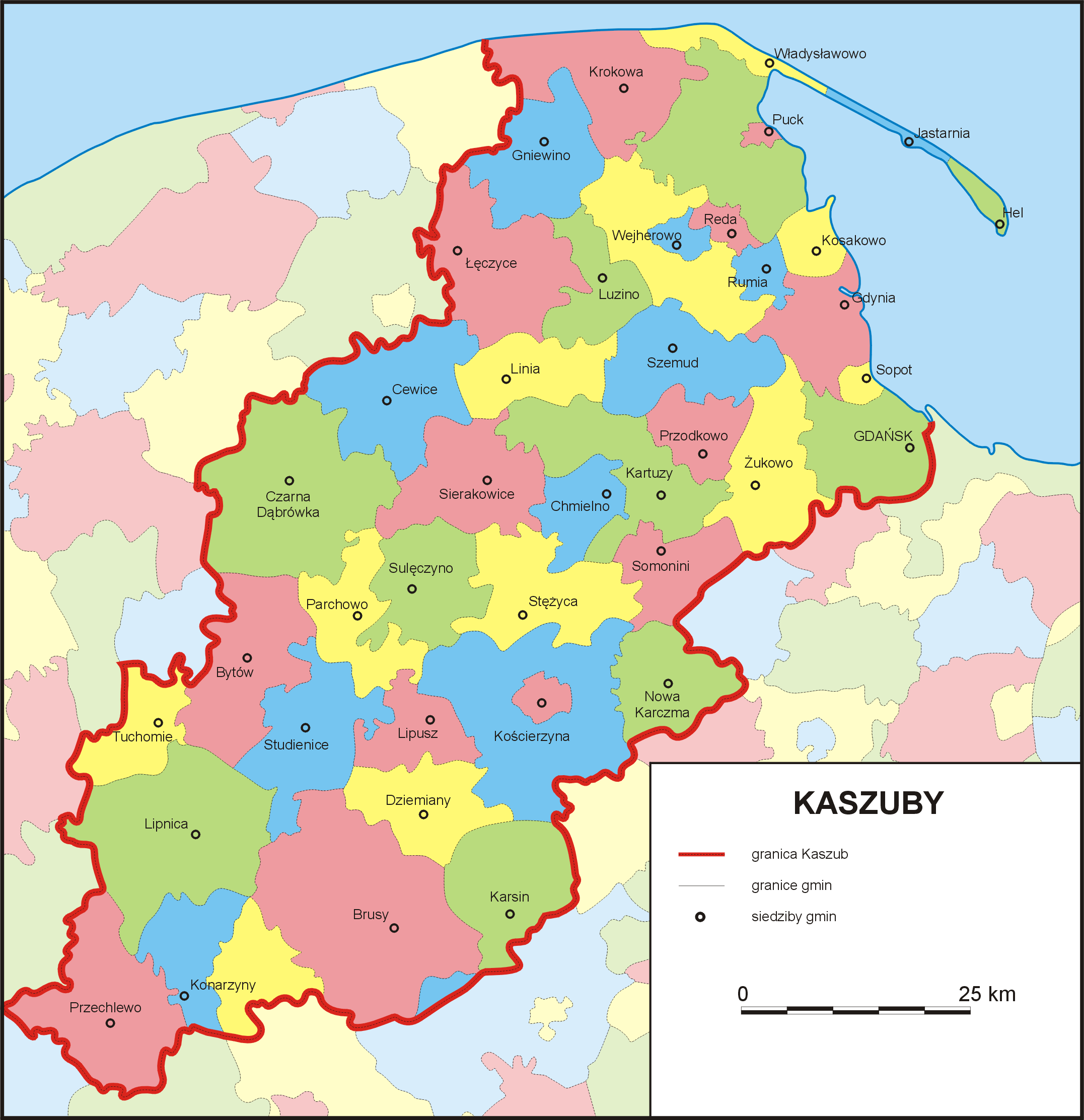
Kasjubien i slutet av 1900-talet.

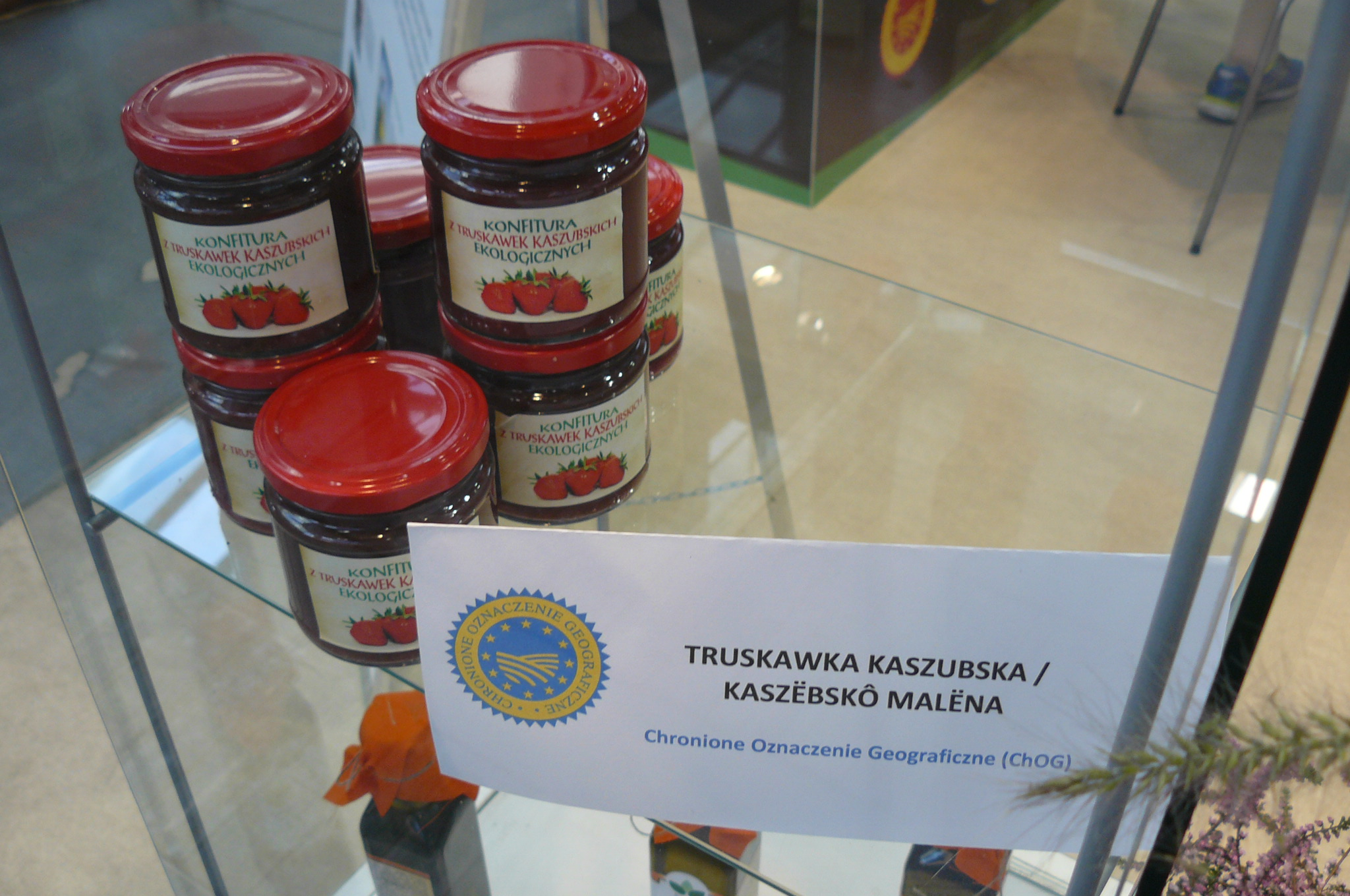
Kaszëbskô malëna

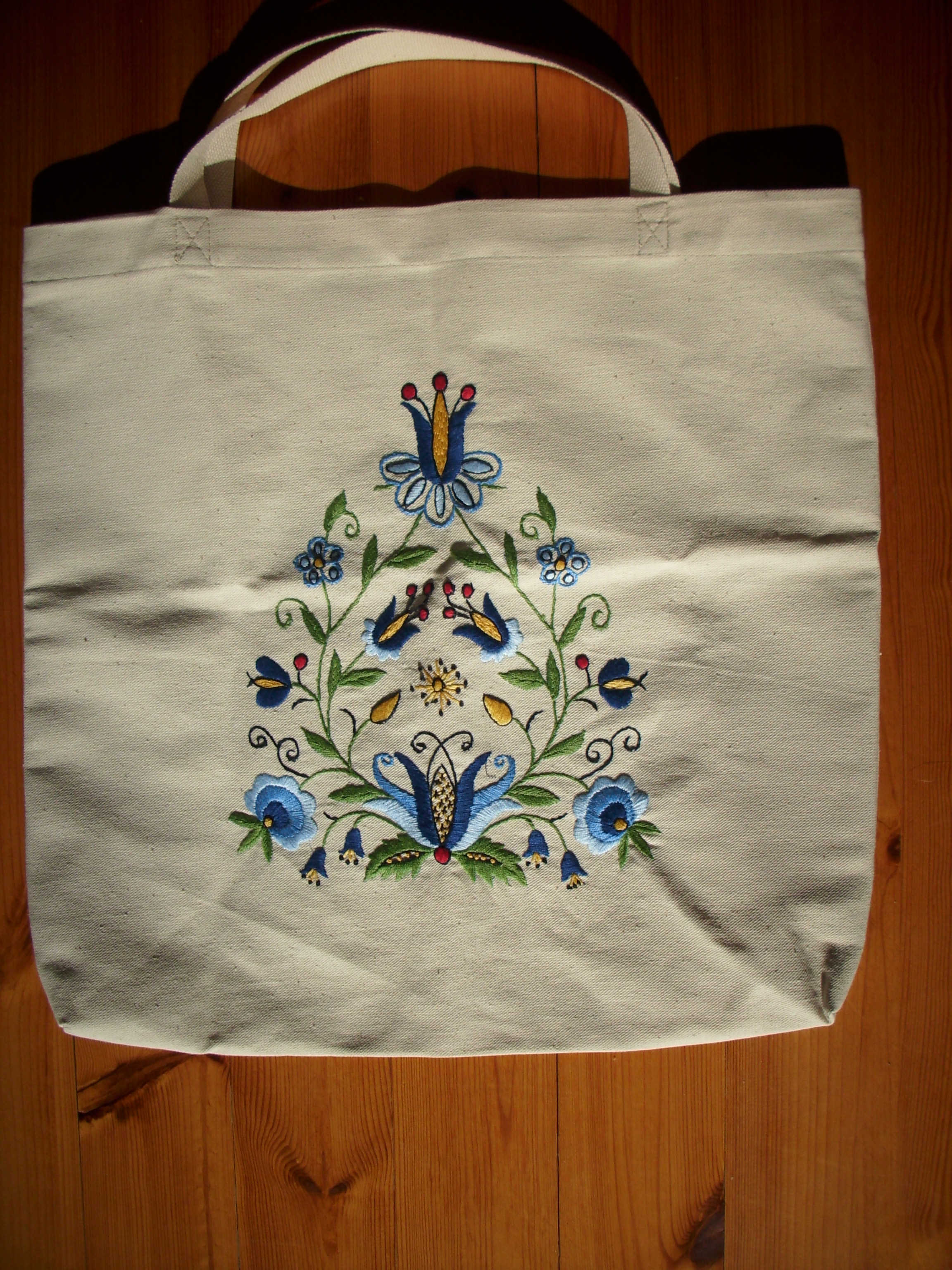
Kasjubiskt broderi

Kassubien eller Kasjubien (Kassuben) är en historisk region i Pommern, belägen väster om Gdańsk. Folkgruppen kasjuberna, som talar kasjubiska, ett västslaviskt språk med status av regionalt minoritetsspråk i Polen, bor i området. Landskapet är ett kulligt område som skapades under senaste istiden.

## Jordgubbsodling i Kassubien
På senare år har området blivit känt för sin odling av jordgubbar, bland annat av de lokala sorterna ”Truskawka kaszubska” och ”Kaszëbskô malëna”.
Jordgubbsodlingen i Kassubien inleddes på 1920- och 1930-talen, och odlingen spreds under 1900-talet till större områden. I början av 1970-talet beslöt man, på grund av odlingarnas omfång, att införa en jordgubbens dag; detta är ett utomhusevenemang som äger rum varje år första söndagen i juli.